# 拓跋意烈
拓跋 意烈（たくばつ いれつ、生年不詳 - 398年）は、北魏の皇族。遼西公。

## 経歴
拓跋什翼犍の子の拓跋力真の子として生まれた。はじめ慕容垂に敗れて従った。のちに道武帝が後燕を討つと、拓跋意烈は妻子を捨てて井陘で道武帝を迎えた。道武帝が後燕を平定すると、拓跋意烈は戦功により遼西公の爵位を受け、広平郡太守に任じられた。398年（天興元年）、和跋が鄴の行台となったが、拓跋意烈は和跋の下につくことを恥じ、徒党を結んで鄴を襲撃する計画を立てた。計画が発覚して処刑された。
子に拓跋抜干があり、明元帝のときに渤海郡太守に任じられ、武遂県子の爵位を受けた。

## 伝記資料
- 『魏書』巻15 列伝第3
- 『北史』巻15 列伝第3